# Roberto De Leonardis
Roberto De Leonardis (Napoli, 14 febbraio 1913 – Roma, 21 settembre 1984) è stato un dialoghista e paroliere italiano, noto per aver curato, fino alla propria morte, le edizioni italiane della maggior parte delle opere cinematografiche e televisive prodotte dalla Disney, adattandone anche le canzoni con il nome d'arte di Pertitas, parola che proviene dal gergo burocratico con il significato di "per titolare assente".

## Biografia
Figlio di un ammiraglio della Regia Marina, Roberto De Leonardis ne seguì le orme frequentando l'Accademia navale e laureandosi come ufficiale. Il 29 giugno 1943 divenne tenente della Regia Cannoniera Carlotto, ma quando incontrò i giapponesi il 9 settembre, il giorno dopo che l'Italia si era arresa agli Alleati, De Leonardis affondò la sua nave nel Fiume Azzurro. Fu quindi fatto prigioniero e detenuto fino a quando le truppe americane lo liberarono nel 1945. Durante la detenzione ebbe modo di imparare l'inglese dai soldati americani prigionieri con lui.
Al ritorno in Italia, iniziò a lavorare come consulente di Alberto Liberati per l'adattamento italiano dei film Disney Pinocchio, Bambi e I tre caballeros. Gli fu invece affidato in toto (incluse le canzoni) l'adattamento di Dumbo, particolarmente apprezzato dallo stesso Walt Disney che, dopo aver fatto amicizia con De Leonardis, gli affidò le edizioni italiane di tutte le produzioni successive della sua società (salvo alcune eccezioni come Lo scrigno delle sette perle, che fu invece adattato da Alfredo Medori). De Leonardis adattò anche molti film di altre case di produzione, come Il mago di Oz, La regina d'Africa, Luci della ribalta e Fanfan la Tulipe.
Nel 1949, come membro dell'associazione dei produttori italiani di cortometraggi, De Leonardis fondò la Filmeco, una casa di produzione che girò circa 50 documentari, incluso un episodio della serie etnografica Disney Genti e paesi, dal titolo Gente di Sardegna (1956). Nello stesso anno collaborò alla sceneggiatura del film I pinguini ci guardano di Guido Leoni. Il 7 giugno 1958 fondò a Roma anche la società Royfilm, per la quale non solo continuò a curare le versioni italiane di tutte le produzioni Disney, ma si dedicò anche a numerosi film sia statunitensi sia francesi diretti da registi come Stanley Kubrick, Billy Wilder, Roman Polański e François Truffaut, oltre alle saghe di James Bond e Guerre stellari e a film come Via col vento (ridoppiaggio del 1977), L'esorcista, Il padrino, Frankenstein Junior, Incontri ravvicinati del terzo tipo, Arancia meccanica e Lenny. Anche l'edizione italiana sottotitolata di Nashville, capolavoro di Robert Altman, fu realizzata da lui.
Dopo aver appaltato i doppiaggi a varie società, nel 1999 la Royfilm divenne una società di doppiaggio autonoma che è gestita oggi da Riccardo "Roy" De Leonardis, figlio di Roberto, e si occupa della versione italiana dei prodotti Disney destinati principalmente alla televisione. Nel 1960 Roberto fu incaricato dalla Disney di produrre Italia 1961, un documentario in Circarama diretto da Elio Piccon e realizzato per l'Expo 1961 che offriva viste di alcuni dei luoghi più suggestivi della penisola.
Roberto De Leonardis morì il 21 settembre 1984 a Roma all'età di 71 anni, venendo sostituito per una decina d'anni negli adattamenti Disney dal figlio Andrea. Nel 1997 ricevette il premio postumo Disney Legends. Riposa presso il Cimitero del Verano.

## Filmografia
- Welcome to Rome (1960)